# Kalabrisk grekiska

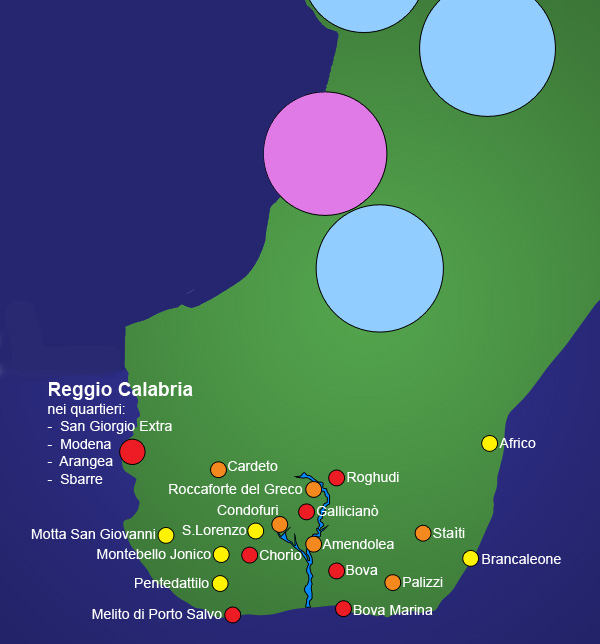
Den kalabriska grekiskans utbredning under århundradena. Blått: till 1400-talet, Violett: till 1500-talet, Gult: till 1800-talet, Orange: till 1900-talet, Rött: nuvarande utbredning

Kalabrisk grekiska eller Grecanico              är en dialekt eller ett språk som utvecklats ur klassisk grekiska, och som talas i italienska Kalabrien. Fram till 1500-talet talades den kalabriska grekiskan allmänt i södra Kalabrien, sedan kom det att gradvis ersättas av kalabriskan. Kalabriskan bär spår av den kalabriska grekiskan i grammatik och ordförråd.
Den kalabriska grekiskan är skild från den andra ännu talade grekiskan i Italien: den salentiska grekiskan.
Idag talas den kalabriska grekiskan i några samhällen i Bovesìa: Bova Superiore, Roghudi, Gallicianò, Chorìo di Roghudi, Bova Marina, Reggio Calabria i San Giorgio Extras och Rione Modenas närhet.
Ungefär 2000 talar och förstår språket varav cirka 50 personer är under 35 år. Kalabrisk grekiska är uppräknad i Unescos "Red Book" över språk som är på väg att försvinna.